# Sphaerosyllis longilamina
Sphaerosyllis longilamina är en ringmaskart som beskrevs av Russell 1989. Sphaerosyllis longilamina ingår i släktet Sphaerosyllis och familjen Syllidae. Inga underarter finns listade i Catalogue of Life.